# Энциклопедия «Болгария»

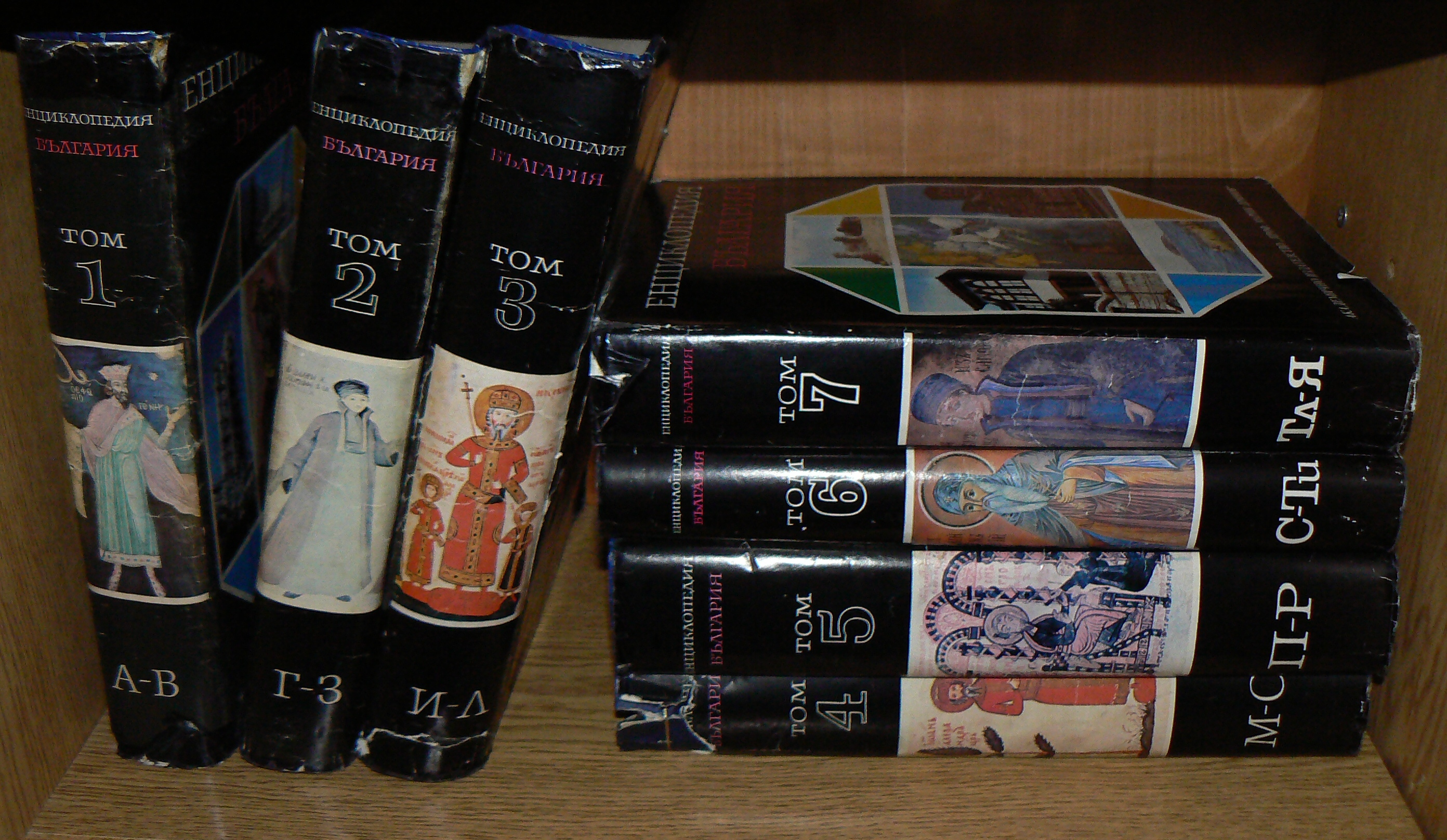
Семь томов Энциклопедии «Болгария»

Энциклопедия «Болгария» (болг. Енциклопедия «България») — семитомная энциклопедия, подготовленная секцией «Болгарская энциклопедия» Болгарской академии наук к 1300-летию основания Болгарии. Энциклопедия содержит статьи исторической, географической и культурной тематики, биографические статьи о значимых болгарских государственных деятелях и революционерах, политических, общественных, научных, культурных, деловых и спортивных деятелях, статьи о существующих и исторических населенных пунктах и административных единицах, о культурных и природных достопримечательностях, эндемиках и т. д. За основу издания была взята вышедшая в период 1963—1969 гг. Краткая болгарская энциклопедия.
По первоначальному плану энциклопедия должна была выйти в 6 томах с главным редактором акад. Владимиром Георгиевым и содержать около 20 тысяч статей с более чем 10 тысячами черно-белыми и цветными иллюстрациями и картами. Впоследствии последний том был разбит на два («С — Ти», «Тл — Я»), редактором седьмого тома выступил акад. Ангел Балевский.
Среди членов главной редакции были акад. Димитр Ангелов, Георгий Боков, акад. Кирилл Братанов, проф. Живко Гылыбов, акад. Пантелей Зарев, проф. Димитр Косев, чл.-кор. Атанас Стойков и другие.

## Изданные тома
| Том       | Год  | Статьи                          | Тираж  | Примечания |
| --------- | ---- | ------------------------------- | ------ | --- |
| 1. А — В  | 1978 | А — Вятър ечи, Балкан стене     | 55 000 | Редактирование тома завершено 31 декабря 1977 года. |
| 2. Г — З  | 1981 | Г — Зюмбюл                      | 55 000 | Редактирование тома завершено 28 февраля 1979 года. |
| 3. И — Л  | 1982 | И — Лястовици                   | 55 000 | Редактирование тома завершено 30 апреля 1981 года. |
| 4. М — О  | 1984 | М — Ощава                       | 55 000 | Редактирование тома завершено 1 октября 1982 года. |
| 5. П — Р  | 1986 | П — Ряховците                   | 55 170 | Редактирование тома завершено 15 июля 1985 года. |
| 6. С — Ти | 1988 | C — Тишков, Продан              | 55 170 | - Редактирование тома завершено 16 декабря 1986 года. - Численность населения дана по переписи 1985 года. |
| 7. Тл — Я | 1996 | Тлака — Яшки мирен договор 1791 | 40 000 | - Редактирование тома завершено 30 апреля 1989 года. - Сделано частичное обновление информации 1 — 6 томов на 30 декабря 1989 года. - Численность населения дана по переписи 1985 года. - ISBN 954-8104-01-6 |

## Примечание
1. ↑  Предисловие к 5 тому Кратка българска енциклопедия, Издателство на БАН, София, 1969, стр. 6 — 7
2. ↑  Енциклопедии // Енциклопедия «България», том 2, Издателство на БАН, София, 1981, стр. 562